# Zeugophora elongata
Zeugophora elongata es una especie de coleóptero de la familia Megalopodidae.

## Distribución geográfica
Habita en Sumatra (Indonesia).